# Hurts to Be in Love
"Hurts to Be in Love" is een nummer van de Canadese zanger Gino Vannelli. Het verscheen op zijn album Black Cars uit 1985. Dat jaar werd het uitgebracht als de tweede single van het album.

## Achtergrond
"Hurts to Be in Love" is geschreven door Gino Vannelli en geproduceerd door Vannelli en zijn broers Joe en Ross. Joe speelt de synthesizers op het nummer, terwin Ross verantwoordelijk is voor achtergrondzang. De overige instrumenten werden gespeeld door gitarist Mike Miller, basgitarist Jimmy Haslip en drummer Mark Craney.
"Hurts to Be in Love" werd de zevende top 40-hit van Vannelli in zijn thuisland Canada, met een negentiende plaats als hoogste positie. In de Verenigde Staten was het succes minder met positie 57 in de Billboard Hot 100 als piekpositie. In de Nederlandstalige landen werd het een van zijn grootste hits. In Nederland kwam het tot de zesde plaats in de Top 40 en de negende plaats in de Nationale Hitparade, terwijl in Vlaanderen een vijfde plaats in een voorloper van de Ultratop 50 de hoogste notering was.

## Hitnoteringen

### Nederlandse Top 40
| Hitnotering: 21-12-1985 t/m 01-03-1986 | Hitnotering: 21-12-1985 t/m 01-03-1986 | Hitnotering: 21-12-1985 t/m 01-03-1986 | Hitnotering: 21-12-1985 t/m 01-03-1986 | Hitnotering: 21-12-1985 t/m 01-03-1986 | Hitnotering: 21-12-1985 t/m 01-03-1986 | Hitnotering: 21-12-1985 t/m 01-03-1986 | Hitnotering: 21-12-1985 t/m 01-03-1986 | Hitnotering: 21-12-1985 t/m 01-03-1986 | Hitnotering: 21-12-1985 t/m 01-03-1986 | Hitnotering: 21-12-1985 t/m 01-03-1986 | Hitnotering: 21-12-1985 t/m 01-03-1986 |
| Week                                   | 1                                      | 2                                      | 3                                      | 4                                      | 5                                      | 6                                      | 7                                      | 8                                      | 9                                      | 10                                     |                                        |
| -------------------------------------- | -------------------------------------- | -------------------------------------- | -------------------------------------- | -------------------------------------- | -------------------------------------- | -------------------------------------- | -------------------------------------- | -------------------------------------- | -------------------------------------- | -------------------------------------- | -------------------------------------- |
| Nummer                                 | 37                                     | 15                                     | 11                                     | 8                                      | 6                                      | 6                                      | 14                                     | 19                                     | 30                                     | 36                                     | uit                                    |

### Nationale Hitparade
| Hitnotering: 21-12-1985 t/m 22-02-1986 | Hitnotering: 21-12-1985 t/m 22-02-1986 | Hitnotering: 21-12-1985 t/m 22-02-1986 | Hitnotering: 21-12-1985 t/m 22-02-1986 | Hitnotering: 21-12-1985 t/m 22-02-1986 | Hitnotering: 21-12-1985 t/m 22-02-1986 | Hitnotering: 21-12-1985 t/m 22-02-1986 | Hitnotering: 21-12-1985 t/m 22-02-1986 | Hitnotering: 21-12-1985 t/m 22-02-1986 | Hitnotering: 21-12-1985 t/m 22-02-1986 | Hitnotering: 21-12-1985 t/m 22-02-1986 |
| Week                                   | 1                                      | 2                                      | 3                                      | 4                                      | 5                                      | 6                                      | 7                                      | 8                                      | 9                                      |                                        |
| -------------------------------------- | -------------------------------------- | -------------------------------------- | -------------------------------------- | -------------------------------------- | -------------------------------------- | -------------------------------------- | -------------------------------------- | -------------------------------------- | -------------------------------------- | -------------------------------------- |
| Nummer                                 | 22                                     | 12                                     | 12                                     | 9                                      | 11                                     | 17                                     | 18                                     | 30                                     | 42                                     | uit                                    |

### NPO Radio 2 Top 2000
| Nummer met noteringen in de NPO Radio 2 Top 2000 | '99  | '00 | '01  | '02  | '03 | '04 | '05  |
| ------------------------------------------------ | ---- | --- | ---- | ---- | --- | --- | ---- |
| Hurts to Be in Love                              | 1767 | -   | 1726 | 1559 | 695 | -   | 1397 |

1. ↑  Een '-' betekent dat het nummer niet was genoteerd en een vetgedrukt getal geeft de hoogste notering aan.
2. ↑  Deze tabel is bijgewerkt tot en met de laatste editie (2024).